# 点阵式打印机
点阵式打印机又称针式打印机，是依靠一组像素或点的矩阵组合而成更大的图像的打印机。点阵式打印机是运用了击打式打印机的原理，用一组小针来产生精确的点。比击打式打印机更先进的是，它不但可以打印文本，还可以打印图形，但是打印文本的质量通常要低于采用单独字模的击打式打印机。

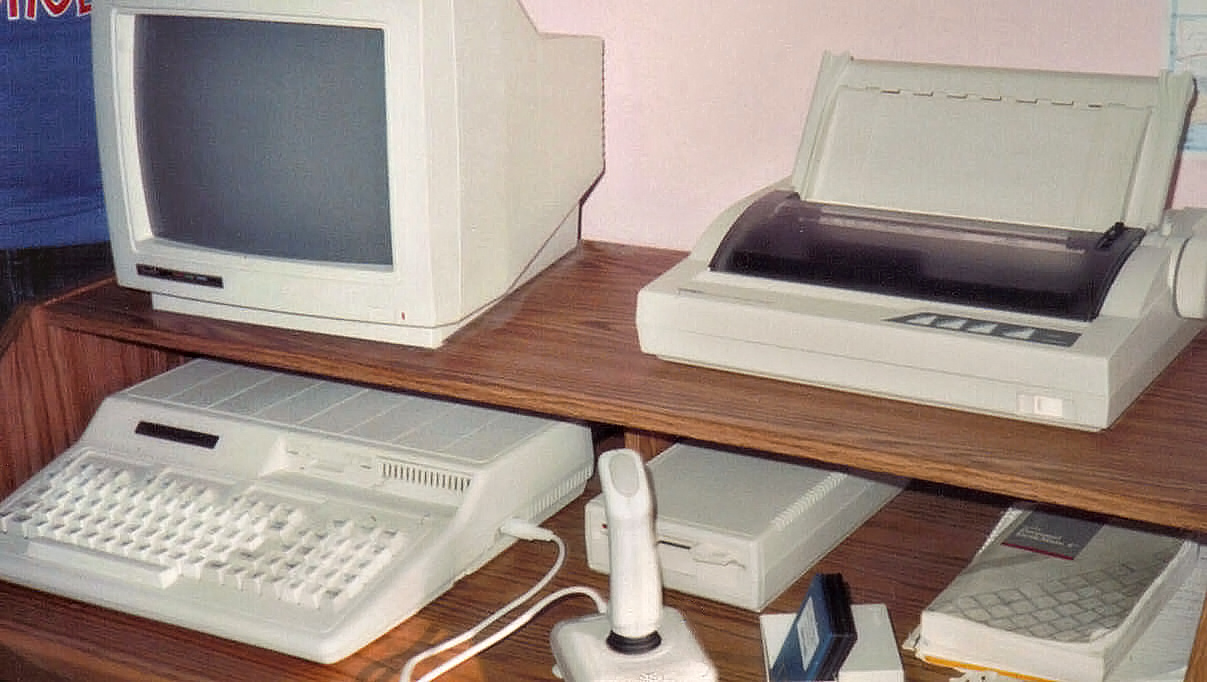
Tandy 1000型电脑（左）和Tandy DMP-133点阵式打印机（右上）

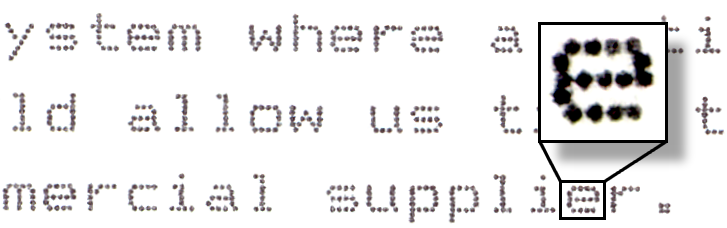
点阵式打印机打印的文字及其放大图

## 历史
1925年，鲁道夫·赫尔发明了Hellschreiber，这是一种早期的类似传真的点阵–基于电传打字机的设备，1929年获得了专利。
1952年至1954年，弗里茨·卡尔·普赖克夏特（Fritz Karl Preikschat）提交了五项专利申请 用于他的7针35点矩阵打字机，也称为PKT打印机。 一台点阵电传打字机，于1954年至1956年在德国制造。 与早期的Hellschreiber类似，它仍然使用电机械编码和解码的方式，但它使用了一种起始停止方法（异步传输），而不是同步传输进行通信。 1956年，在他受雇于Telefonbau und Normalzeit GmbH（TuN，后来称为Tenovis）时，该设备被提供给了德意志联邦邮政（德国邮政局），但德国邮政局没有表现出兴趣。
1957年，普赖克夏特移民到美国时，将这些专利在除了美国以外的任何国家出售给了TuN。 该原型还在1957年展示给了通用磨坊（General Mills）。 一种改进的晶体管设计 成为便携式点阵传真机的基础，该机于1966-1967年由波音原型制作和军事评估。

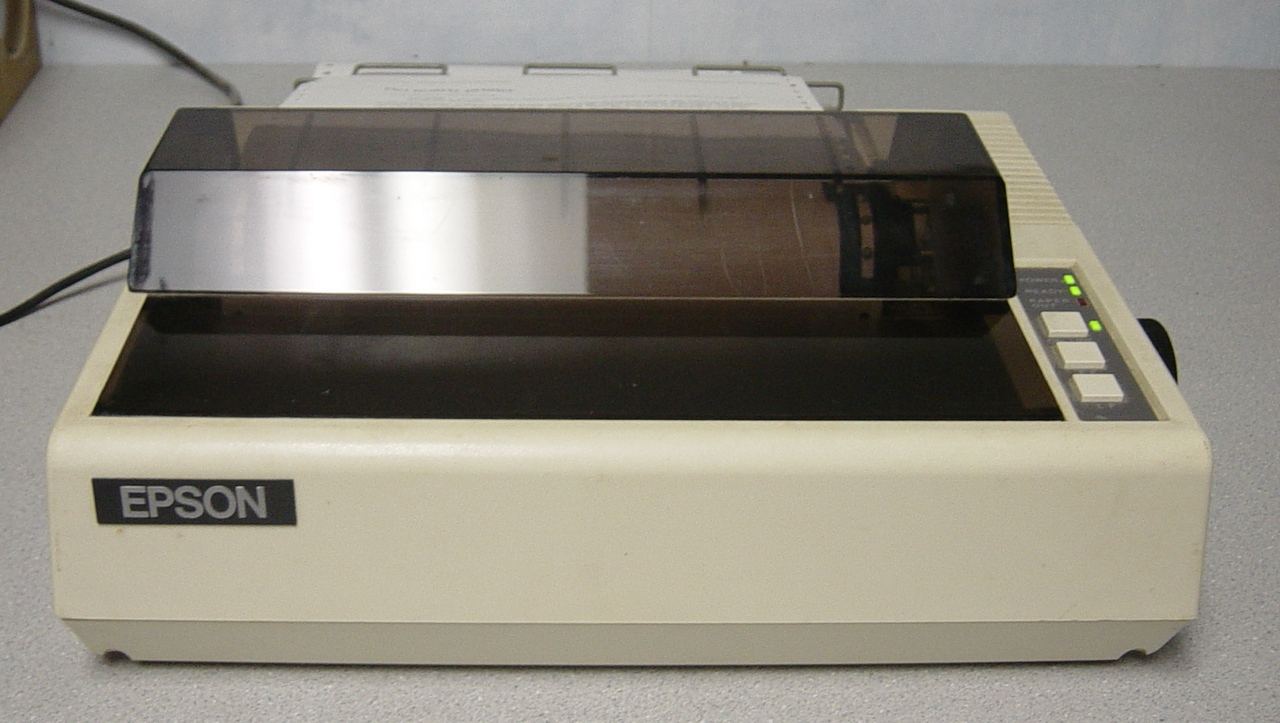
一台经典型号的Epson MX-80，多年来一直在使用中

1957年，IBM推出了其第一台点阵打印机，与染料升华打印机同时进入市场。
1968年，日本制造商OKI推出了其首款串行冲击式点阵打印机（SIDM），名为OKI Wiredot。该打印机支持128个字符的字符生成器，打印矩阵为7×5。它面向政府、金融、科学和教育市场。因此，OKI在2013年获得了来自日本信息处理学会（IPSJ）的奖项。
1970年，数码设备公司（DEC）推出了一台冲击点阵打印机，名为LA30，赛昂电子（当时位于新罕布什尔州的哈德逊）也推出了Centronics 101。 对于可靠的打印机机制的探索使其与兄弟工业（Brother Industries, Ltd）建立了合作关系，并销售了装有Centronics打印头和Centronics电子设备的Centronics品牌的兄弟打印机机制。与数码公司不同，赛昂电子将注意力集中在低端线式打印机市场上。在此过程中，他们设计了并行接口，它成为大多数打印机的标准接口，直到在20世纪90年代末开始被通用串行总线（USB）所取代。苹果的ImageWriter在20世纪80年代到90年代中期是一款受欢迎的消费者点阵打印机。
在20世纪70年代和80年代，点阵打印机通常被认为是成本和多功能性的最佳结合，直到20世纪90年代，它们一直是个人和家用电脑最常用的打印机形式。

## 分类
点阵式打印机又可以大体分为两种:
- 弹道线式打印机
- 储能打印机

## 构造
点阵式打印机既可以是基于字符又可以是按照直线密排的点就构成一条线的。
在一段时间点阵式打印机曾经是最常见的通用打印机类型，例如家用打印机和小型办公打印机。这种打印机的打印头有9或者24针，24针打印头具有更高的打印质量。喷墨打印机的价格降到可以与点阵式打印机相竞争，且運作時噪音較低、列印速度較快等優點，使得点阵式打印机开始失去普通用户的宠爱。
现在点阵式打印机依然在一些低成本低要求的设备中使用，例如收银机。另外它的击打式打印原理使它能打印以无碳复写纸組成的多页文档（例如销售发票或信用卡收据），而其他的打印方式是不能使用这种纸的。现在点阵式打印机正在被迅速取代，即使是在收银机、刷卡機，已逐漸改用無需色帶耗材的感熱紙取代複寫紙。